# Prince of Wales' Leinster Regiment (Royal Canadians)

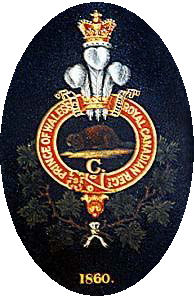
Insigne

The Prince of Wales's Leinster Regiment (Royal Canadians) était un régiment d'infanterie de la British Army formé en 1881 par l'amalgamation du 100th (Prince of Wales's Royal Canadian) Regiment of Foot et du 109th Regiment of Foot (Bombay Infantry). En mars 1858, au Canada, un régiment fut levé pour le service impérial connu sous le nom de 100th Royal Canadian Regiment. Le nouveau « 100th » se veut une réactivation de l'ancien « 100th ».